# Waldenburger SV 1909
Der Waldenburger Sportverein 1909 (auch SV Waldenburg 09 oder WSV genannt) war ein deutscher Sportverein aus der niederschlesischen Stadt Waldenburg (heute Wałbrzych, Polen).

## Geschichte
Der Verein wurde 1909 als Waldenburger SV 1909 gegründet und gehörte dem Südostdeutschen Fußball-Verband an. Im „Grand Café“ wurde der Waldenburger Sportverein gegründet, der sich kurz WSV 09 nannte. Sein erster Vorsitzender war Fritz Reuschel.
1931 und 1933 wurde der Verein Bergland-Meister und durfte somit an der südostdeutschen Meisterschaftsendrunde teilnehmen.
1933 verpasste der Waldenburger SV die Qualifikation für die neu eingeführte Gauliga Schlesien und spielte fortan in der zweitklassigen Bezirksliga Mittelschlesien.
1943 stieg der Klub in die Gauliga Niederschlesien auf und erreichte in deren letzten Saison in der Gruppe Bergland den sechsten Tabellenplatz. Ein Spielbetrieb in der Saison 1944/45 ist nicht überliefert.
Nach Ende des Zweiten Weltkrieges wurde die Stadt Waldenburg polnisch und der Verein Waldenburger SV wurde aufgelöst.

## Erfolge
- 2 × Bergland Meister: 1931, 1933